# Jerseyville (Illinois)
Jerseyville je grad u američkoj saveznoj državi Ilinois. Prema popisu stanovništva iz 2010. u njemu je živjelo 8.465 stanovnika.